# لورتا ابوت
لورتا ابوت (انگلیسی: Loretta Abbott; ۱ مارس ۱۹۳۳ – ۶ مهٔ ۲۰۱۶) رقاص، طراح رقص، بازیگر اهل ایالات متحده آمریکا بود.